# بورتون ي. بيري
بورتون ي. بيري (بالإنجليزية: Burton Y. Berry)‏ هو دبلوماسي أمريكي، ولد في 31 أغسطس 1901 في فولر في الولايات المتحدة، وتوفي في 22 أغسطس 1985 في زيورخ في سويسرا.